# سی‌اس‌اس اسکورپیون
سی‌اس‌اس اسکورپیون (به انگلیسی: CSS Scorpion) یک کشتی بود که طول آن ۴۶ فوت (۱۴ متر) بود.